# Eleccions locals
Les eleccions locals, també anomenades eleccions municipals o eleccions comunals segons la regió, són aquelles en les quals es designen els membres d'una corporació local, com ara un ajuntament o un consell comarcal.

## Característiques per territori

### Andorra
A Andorra, s'hi decideixen els càrrecs que governen les set parròquies, dotades d'un fort paper en l'organització territorial. Tenen lloc cada quatre anys entre l'1 i el 20 de desembre. Segons la legislació vigent, els comuns obligatòriament han de tenir de deu a setze consellers.

### Espanya
A Espanya, es celebren cada 4 anys i, segons la Llei Orgànica del Règim Electoral General, cal que sigui el quart diumenge de maig. Poden votar-hi tant els ciutadans com els residents de països on es permeti. El nombre de regidors elegits varia en funció de la quantitat de població de cada municipi, però per llei ha de ser senar.

### França
A França, hi ha eleccions municipals cada sis anys.

### Perú
Al Perú, es van instituir el 1963. Fins aleshores, el govern triava els alcaldes dels municipis. A més, des del 2018, hi poden participar els estrangers residents com a electors i elegits, igual que a les eleccions regionals.

### Portugal
A Portugal, on reben el nom d'«autàrquiques», es fan cada 4 anys entre els mesos de setembre i octubre. S'hi seleccionen la cambra municipal, l'assemblea municipal i l'assemblea de freguesia.